# Verborgen schotelkorst
Verborgen schotelkorst (Polyozosia dispersa) is een korstmos uit de familie Lecanoraceae.

## Determinatie

### Uiterlijke kenmerken
Verborgen schotelkorst heeft bruine apotheciën met een grijze rand. Het thallus is korstvormig, wit tot doorzichtig en soms bijna afwezig (ingezonken in het substraat). Apotheciën zijn altijd dicht opeenstaand. Ze zijn vrij groot (tot ca. 1 mm), plat tot meestal hol, bleekbruin, wit berijpt met een witte rand en relatief dik. Binnen het thallus zijn ze vaak van gelijke grootte. 
In vervuilde gebieden ziet hij er meer zwart uit terwijl hij in schone gebieden wit is.

### Microscopische kenmerken
De ascosporen zijn eencellig en kleurloos.

## Ecologie
Verborgen schotelkorst komt vooral voor op steen, en minder vaak op bomen en bewerkt hout. Het is een pioniersoort op allerlei kalkrijke, eutrofe substraten, zoals steen, hout en boomvoeten. Hij komt vooral voor op basische steen, zoals beton, cement, baksteen en kalksteen maar ook op bijvoorbeeld muren, afzetpalen en stoeptegels.

## Verspreiding
Komt voor in Noord-Europa. In Nederland is het een vrij algemene soort die ook veel voorkomt in stadscentra doordat het goed tegen luchtvervuiling kan.